# Channidae

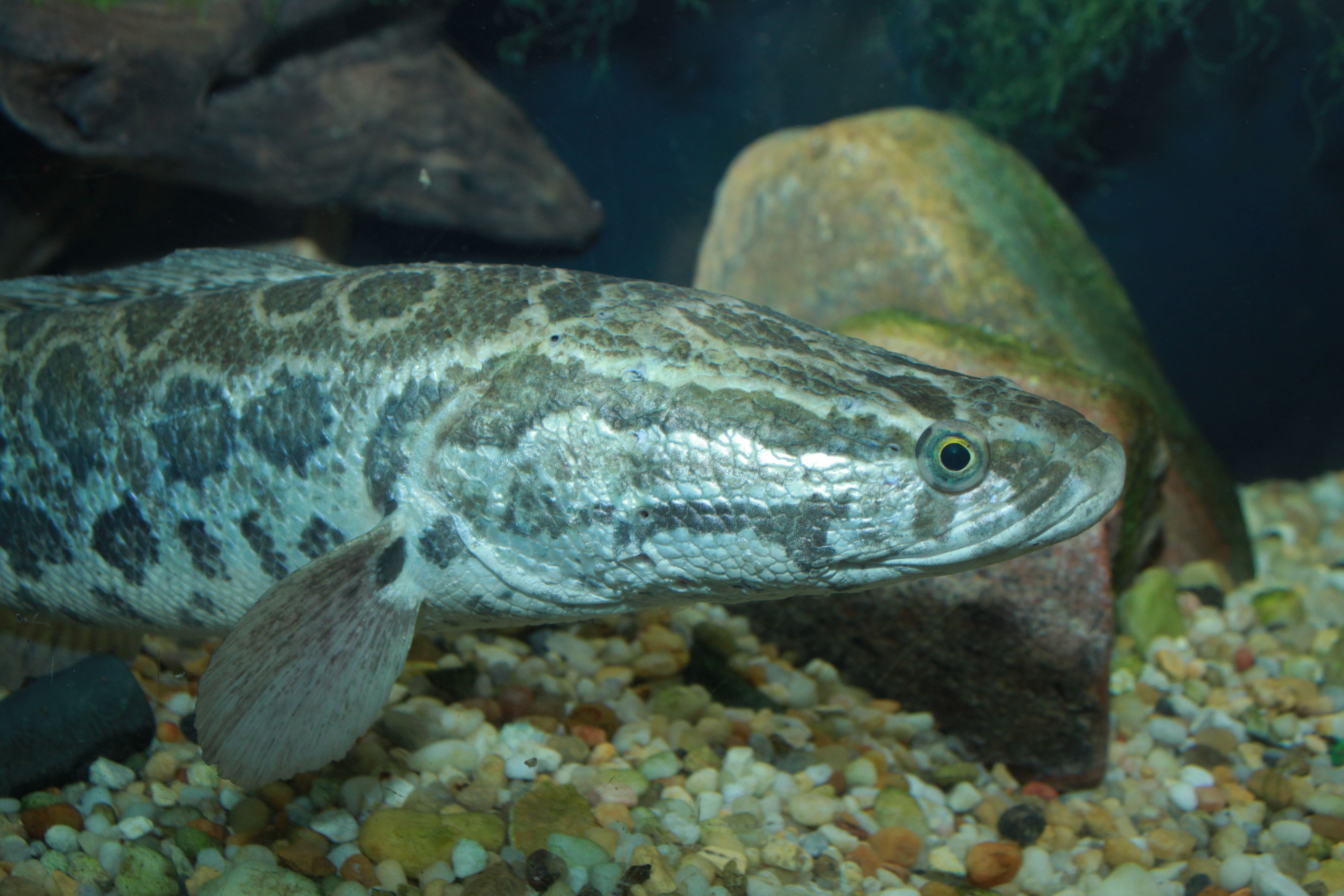
Channa argus

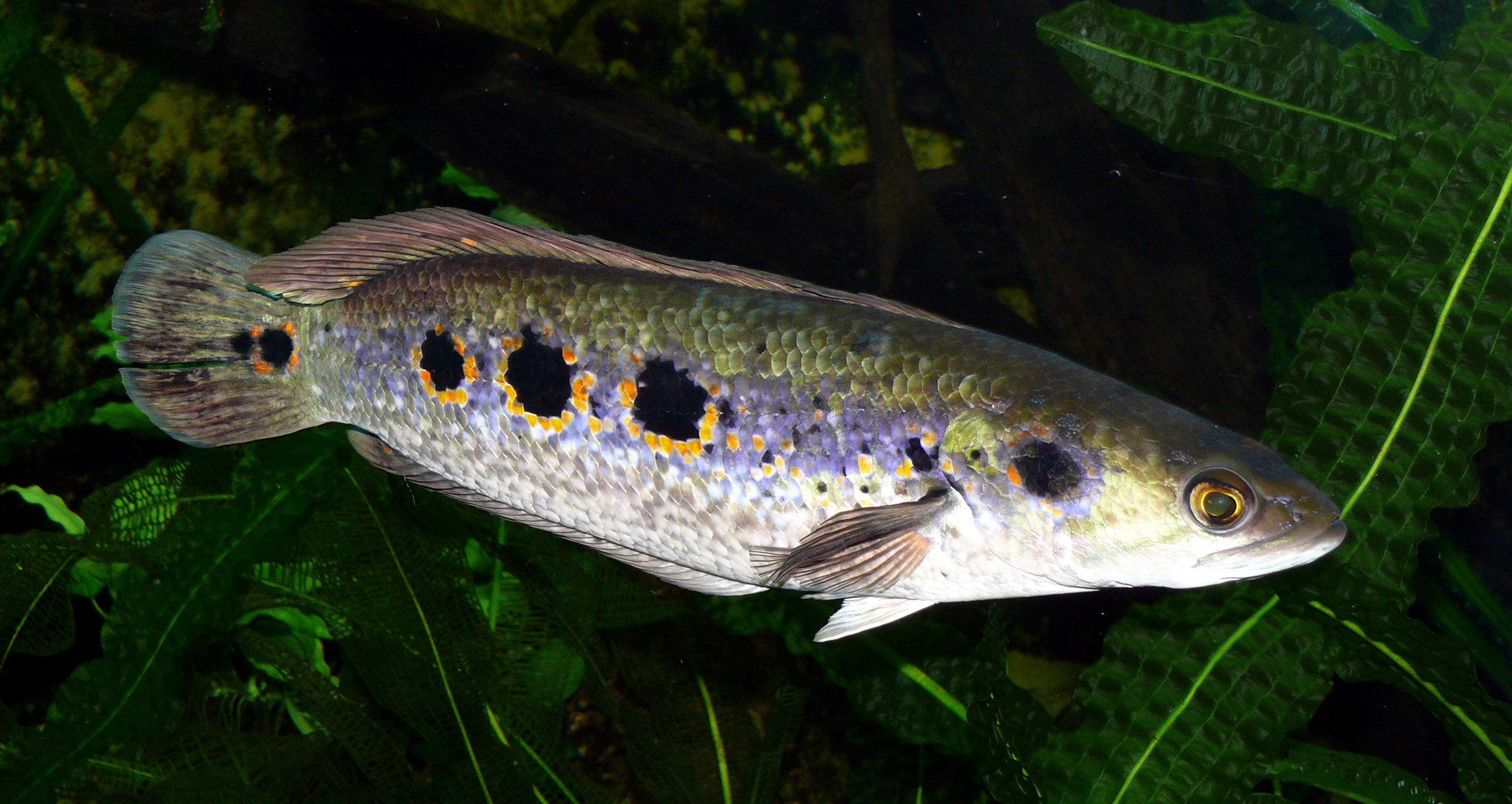
Channa pleurophthalma

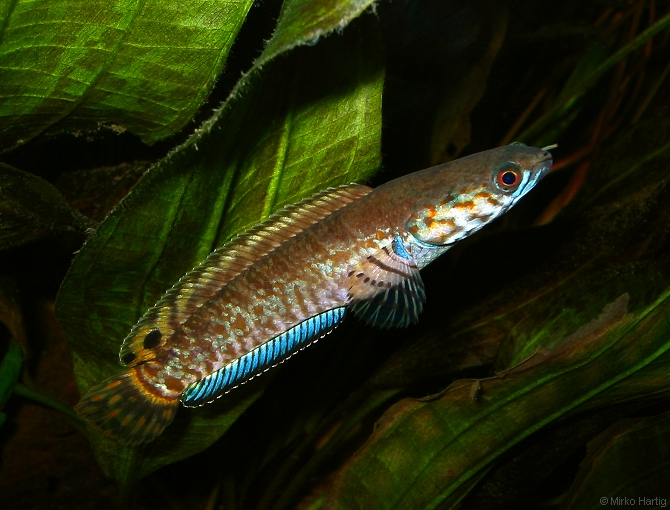
Channa bleheri

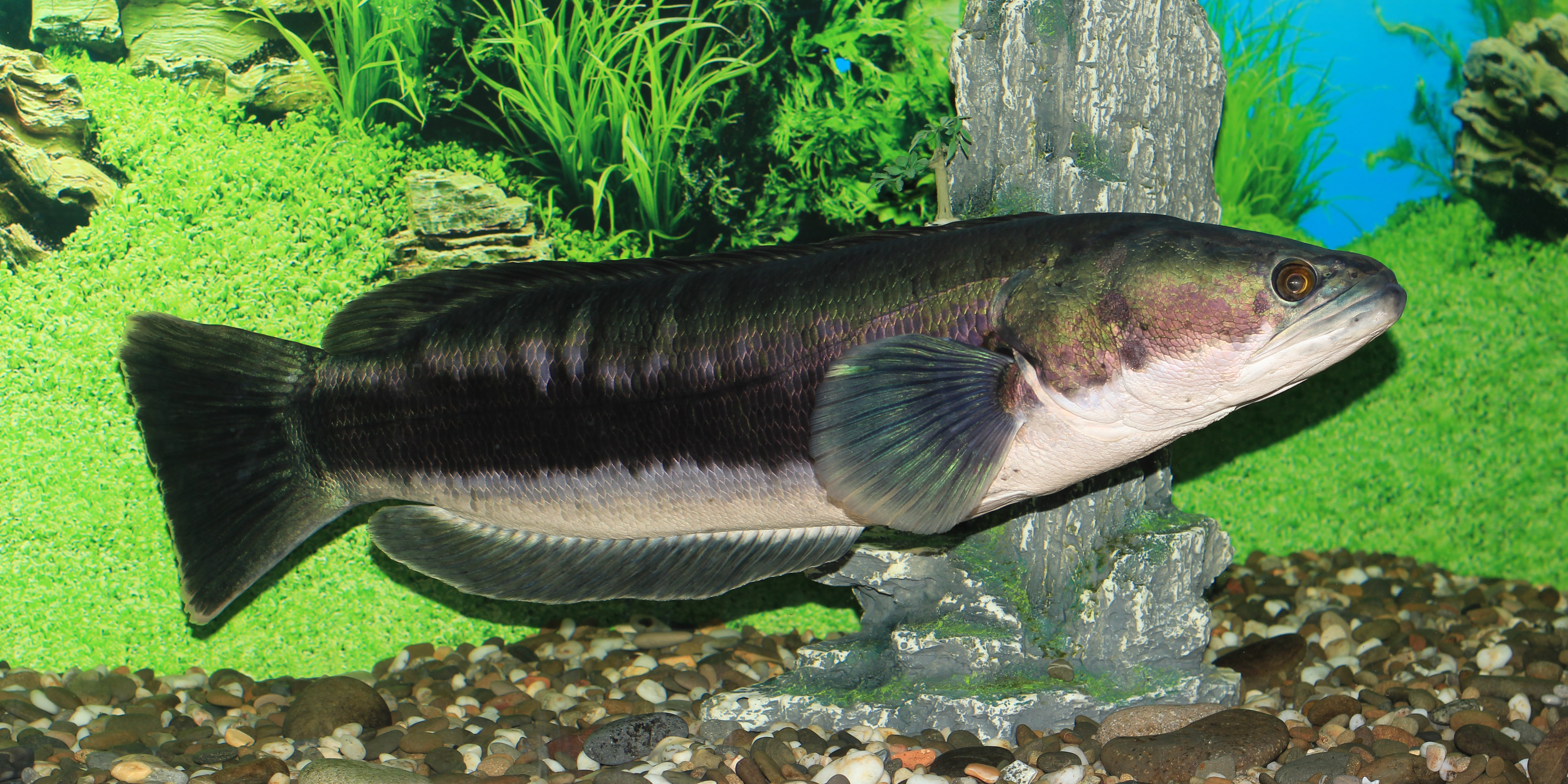
Channa micropeltes

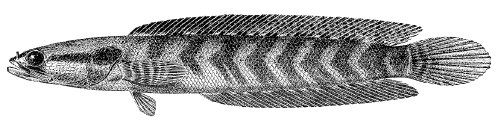
Parachanna africana

Channidae è una famiglia di pesci ossei dell'ordine dei Perciformi, comunemente noti col nome di teste di serpente (dall'inglese snakeheads).

## Distribuzione e habitat
I pesci di questa famiglia, d'acqua dolce, sono diffusi nelle zone tropicali (in prevalenza) e in quelle temperate dell'Asia e dell'Africa (le tre specie del genere Parachanna). Alcune specie del genere Channa sono state ampiamente introdotte nelle zone tropicali di tutto il mondo: tra queste, la specie Channa argus si è rivelata fortemente invasiva nelle acque temperate del Nord America.
Popolano soprattutto acque calme o stagnanti; essendo in grado di tollerare tenori d'ossigeno disciolto molto bassi, si trovano anche nelle paludi e in altri ambienti inospitali con acque basse e molto calde.

## Descrizione
Questi pesci hanno un aspetto allungato e corpo con sezione rotonda. La testa è grande e la bocca molto ampia, armata di denti molto robusti e affilati; la mandibola è sporgente. Gli occhi sono piuttosto grandi. La pinna dorsale e la pinna anale sono lunghe e non hanno raggi spinosi, caso raro tra i perciformi. Le pinne pettorali sono ampie, le pinne ventrali possono mancare in alcune specie. La pinna caudale è arrotondata, portata da un peduncolo caudale robusto.
Il colore è spesso mimetico ma in alcune specie è vivace.
Channa marulius è la specie più grande e supera i 180 cm di lunghezza, le altre specie sono più piccole ma diverse specie raggiungono e superano il metro di lunghezza.

## Biologia
Questi pesci sono dotati di un organo soprabranchiale che consente loro di respirare aria atmosferica.

### Alimentazione
Sono predatori e si cibano soprattutto di pesci.

## Pesca
Sono un importante prodotto della pesca professionale d'acqua dolce in Asia e vengono frequentemente allevati nelle risaie.

## Acquariofilia
Le specie di minori dimensioni e più colorate sono talvolta ospiti degli acquari domestici. Le specie maggiori invece possono essere allevate solo negli acquari pubblici.

## Specie
La famiglia comprende le seguenti specie
- Channa Scopoli, 1777
  - Channa amphibeus
  - Channa argus
    - Channa argus argus
    - Channa argus warpachowskii

  - Channa asiatica
  - Channa aurantimaculata
  - Channa bankanensis
  - Channa baramensis
  - Channa barca
  - Channa bleheri
  - Channa burmanica
  - Channa cyanospilos
  - Channa diplogramma
  - Channa gachua
  - Channa harcourtbutleri
  - Channa hoaluensis
  - Channa longistomata
  - Channa lucius
  - Channa maculata
  - Channa marulioides
  - Channa marulius
  - Channa melanoptera
  - Channa melanostigma
  - Channa melasoma
  - Channa micropeltes
  - Channa ninhbinhensis
  - Channa nox
  - Channa orientalis
  - Channa ornatipinnis
  - Channa panaw
  - Channa pleurophthalma
  - Channa pulchra
  - Channa punctata
  - Channa stewartii
  - Channa striata
- Parachanna Teugels & Daget, 1984
  - Parachanna africana
  - Parachanna insignis
  - Parachanna obscura